# بنیتا (کالیفرنیا)
بنیتا (به انگلیسی: Bonita) یک منطقهٔ مسکونی در ایالات متحده آمریکا است که در شهرستان سن دیگو، کالیفرنیا واقع شده‌است. بنیتا ۱۳٫۳۵ کیلومتر مربع مساحت و ۱۲٬۵۳۸ نفر جمعیت دارد و ۳۶ متر بالاتر از سطح دریا واقع شده‌است.